# 诗巫公民中学
诗巫公民中学是一所于1960年8月在馬來西亞砂拉越詩巫拉让江上游发富港创立的学校。草创时期在简陋的本板，亚达屋顶教室上课。。建校发起人为江仲宵，建校委员为潘岳生、江惠民、刘礼庭、江洁轩、叶章可、叶殿荣和杨其祯。